# Finnur Magnússon

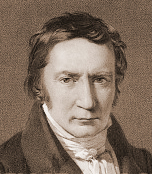
Finnur Magnússon.

Finnur Magnússon (dänisch auch Finn Magnusen; * 27. August 1781 in Skálholt, Island; † 24. Dezember 1847 in Kopenhagen) war ein isländischer Philologe und Archivar.

## Leben
Finnurs Eltern waren der bischöfliche Gutsverwalter in Skálholt, Magnús Ólafsson, und dessen Frau Ragnheiðr Finnsdóttir, Tochter des Bischofs Finnur Jónsson in Skálholt.
Am 6. November 1821 Finnur heiratete er Nicoline Barbara Dorothea Frydensberg, Tochter des Justizrats Frydenberg in Kalundborg, der als Stadt- und Landvogt in Reykjavík sein Vorgesetzter gewesen war. Die Ehe wurde 1836 geschieden.
Nachdem ein schweres Erdbeben 1784 den Bischofssitz Skálholt fast vollständig zerstört hatte, zogen die Eltern auf den Hof Meðalfell, wo er von seinem Onkel, dem Bischof Jón Finnson, privat unterrichtet wurde. Anschließend fuhr er nach Kopenhagen, wo er 1798 das Examen artium bestand. Er studierte Rechtswissenschaften. Er wurde Stipendiat der Arnamagnæanschen Stiftung in Kopenhagen, musste aber anlässlich des Todes seines Vaters 1800 nach Island zurückkehren. Dort blieb er elf Jahre. 1803 wurde er Vertreter des Stadtvogtes von Reykjavík, 1806 zusätzlich Rechtsanwalt am dortigen Obergericht. Er versuchte sich ab 1800 auch als Schriftsteller und verfasste einige Gedichte, die er in einer Sammlung veröffentlichte. Er benutzte gleichermaßen die dänische und die isländische Sprache. Er redigierte nebenher auch die Zeitschrift Minnisverd Tídindi und legte dem Arnamagnæanschen Kommission die Übersetzung einer kleineren Saga vor.
1809 kam der Abenteurer Jørgen Jürgensen, genannt der „100-Tage-König“, nach Island und übernahm am 25. Juni 1809 die Herrschaft, die durch das Eingreifen eines englischen Kriegsschiffs Mitte August bereits ein abruptes Ende fand. Finnur Magnússon widersetzte sich dem Ansinnen, sich an der neuen Regierung zu beteiligen, was ihm später das Wohlwollen des Königs einbrachte. 1812 reiste er nach Kopenhagen. 1815 ernannte ihn König Friedrich VI. zum Titularprofessor.
1818 schloss er die Arbeit an der Sæmundur Edda (Übersetzung und Kommentar) mit einem zweibändigen Werk ab. 1816 begann er mit Vorlesungen über die älteste nordische Literatur und Mythologie. In dieser Zeit verfasste er die beiden Arbeiten Den ældre Edda Band I-IV (1821–23) (Kopenhagen) und Eddalæren og dens Oprindelse I–IV (1824–26). Hinzu kam das mythologische Werk Sæmundar Edda in drei Bänden (1828), worin ein mythologisches Lexikon „Priscæ veterum Borealium mythologiæ lexicon“ und ein heidnischer Kalender „Calendarium gentile“ enthalten war. Er lieferte so eine für Dänen lesbare Fassung der Edda. Aber seine Erläuterungen waren sehr spekulativ und gingen davon aus, dass die Götter im Wesentlichen Naturgottheiten gewesen seien und unterlegte den einzelnen Mythen Naturphänomene, insbesondere astronomische Beobachtungen und deren astrologische Deutung. In Etymologie nicht bewandert brachte er Odin und Buddha zueinander und entwickelte Beziehungen nicht nur zwischen Buddhismus und dem Asenglauben, sondern auch zur griechischen Philosophie, orphischen Mysterien.

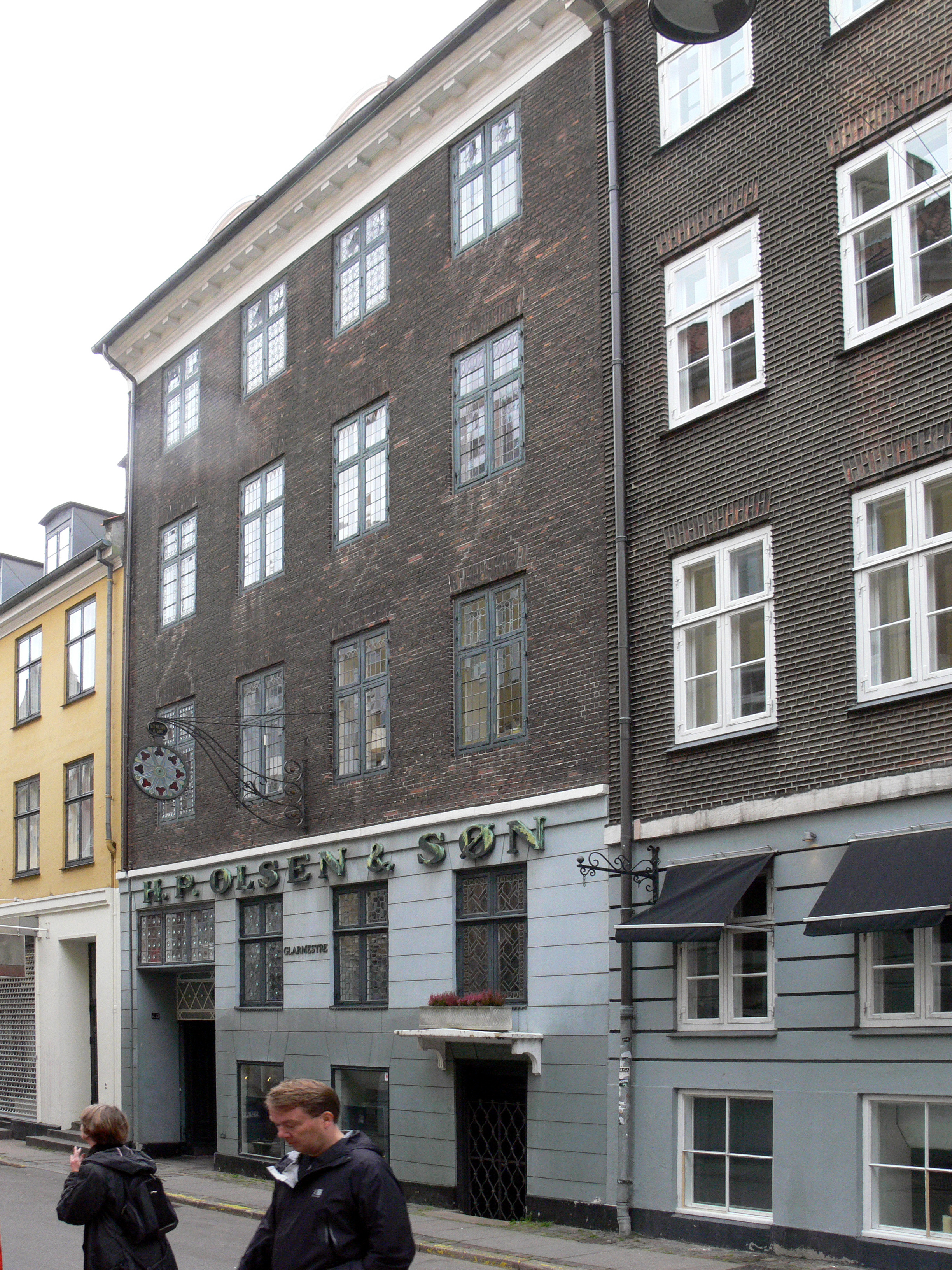
Klosterstræde 21 in Kopenhagen. Hier wohnte Finnur bis zu seinem Tode.

1816 wurde er Mitglied der „Kommission for fædrelandske Oldsagers Bevaring“ (Kommission für die vaterländische Denkmalpflege) sowie Gründungsmitglied der Isländischen Literaturgesellschaft, für die er für die bis heute erscheinende Kulturzeitschrift Skírnir die Redaktion übernahm. 1822 wurde er Mitglied der Arnamagnæanschen Kommission und 1829 deren Sekretär. 1828 wurde er stellvertretender Vorsitzender der „Kongelige nordiske Oldskriftselskab“. Die Verbindung zwischen dieser Gesellschaft zu seiner Mitgliedschaft bei der Denkmalpflege brachten ihn zu zahlreichen Veröffentlichungen in Fachzeitschriften. 1829 wurde er Geheimer Archivar mit dem Titel Etatsrat und unterstützte in diesem Amt tatkräftig Rasmus Rask. Mit ihm gab er die Fornmanna sögur VIII–X heraus und fertigte die dänische Übersetzung der Oldnordiske Sagaer VI–X. Von bleibender Bedeutung ist sein Anteil an der wichtigen Quellenschrift Grønlands historiske Mindesmærker I–III (1838–1842), obgleich sich auch dort unhaltbare Erklärungen finden. Er war auch bis zu seinem Tode Vorsitzender von „Det islandske litterære Selskab“.
Unter seinen Missgriffen wurde einer besonders berühmt, weil er die Fachwelt lange in Atem hielt: Er hatte begonnen, sich mit Runeninschriften zu befassen, doch seine Kenntnisse auf diesem Gebiet blieben beschränkt. Der Mineraloge Johann Georg Forchhammer glaubte, 1833 in Blekinge am dortigen Basaltfelsen die Schriftzeichen gefunden zu haben, von denen Saxo Grammaticus in seinen Gesta Danorum berichtet hatte. Finnur besichtigte die Linien, kam zu dem Schluss, dass es sich um Runen handelte, las und übersetzte sie. 1834 erschien eine erste vorläufige Mitteilung und 1841 seine Übersetzung in der Wissenschaftlichen Gesellschaft unter dem Titel Runamo og Runerne. Diese Entdeckung erregte in der europäischen Fachwelt großes Aufsehen, bis 1844 Worsaae nachwies, dass es sich um ganz normale glaziale Felsriefen handelte.